# Любецкий синодик
Любецкий синодик — синодик упразднённого  в 1786 году Антониевского Любечского мужского монастыря, а затем — синодик Воскресенской церкви в городе Любеч. 

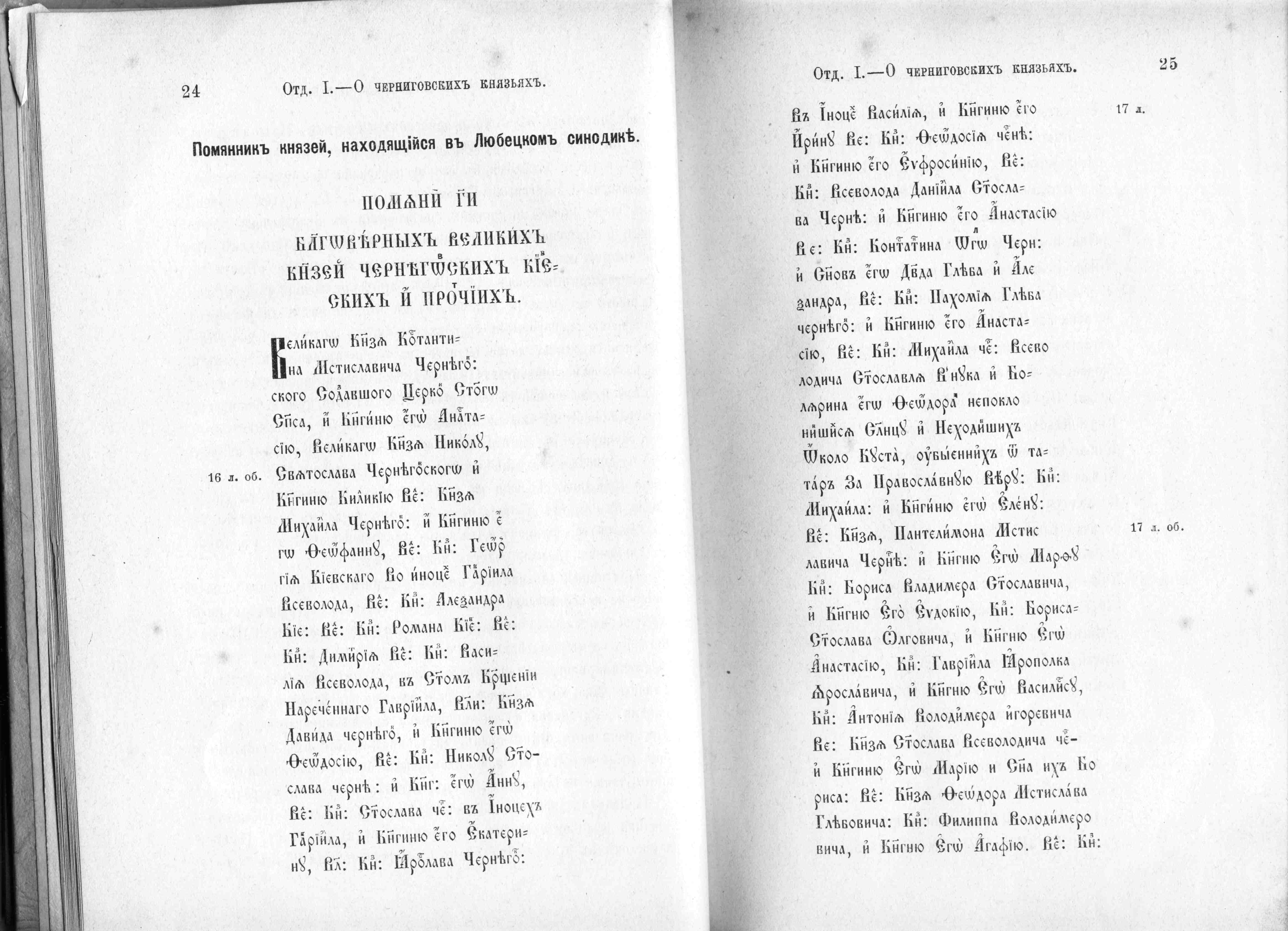
Зотов Р. В. О Черниговских князьях по Любецкому синодику

Любецкий синодик является ценным источником для изучения генеалогии Черниговских князей, помянник которых содержится на листах с 16 по 21 Любецкого синодика. Оригинал синодика не сохранился. Во второй половине XIX века список XVIII века опубликовали Г. А. Милорадович и черниговский архиепископ Филарет Гумилевский.
Исследованием Любецкого синодика занимался также Н. Квашнин-Самарин. Позже полную версию синодика с его подробным исследованием опубликовал Р. В. Зотов.

## Содержание
Очерёдность упоминания князей в списке как правило зависит от их родового старшинства: одно поколение за другим и так же в порядке старшинства внутри каждого поколения, за исключением великих князей, которые ставятся в начало списка каждого поколения, даже если были младше родом князей, стоящих после в том же поколении. Князья не правившие как правило упоминаются сразу после своего отца, а не отдельным пунктом.
Первую часть синодика составляют только Рюриковичи: великие князья черниговские и князья без указания удела (до поз.48), при этом на поз.47 и 48 стоят два последних великих князя черниговских (2-я пол. XIV века), отец и сын, без указания рядом с ними каких-либо родственников. Только во второй части синодика князья упоминаются с другой (кроме черниговский) привязкой к месту княжения; упоминаются также литовские Гедиминовичи; черниговским назван только один князь, из Гедиминовичей. При этом часть князей из начала второй части синодика являются современниками князей из конца первой части синодика.

## Синодик Введенской церкви в Ближних пещерах Киево-Печерской лавры
Помянник Введенской церкви в Ближних пещерах Киево-Печерской лавры сохранился в рукописи второй половины XVII в. и имеет, судя по всему, общего предшественника с Любецким, но при этом имеет некоторые отличия к тексте, иногда помогающие лучше идентифицировать упомянутых князей, в частности Константина Олга (Константина Олго Любецкого синодика) как Олега Святославича, а не Константина Ольговича и др. Впервые опубликован в 2007 году Кузьминым А. С.

## Толкования
Синодик содержит определённое количество несоответствий с мнением большинства историков касательно старшинства Ольговичей и порядка занятия ими княжеских столов в Чернигово-Северщине. В частности, Давыд (считающийся Святославичем, ум. 1123) упомянут между своими племянниками Всеволодом и Святославом Ольговичами; третий сын Святослава Всеволодовича Всеволод Чермный с женой Анастасией (а не Марией Казимировной) упомянут перед старшим братом Олегом; сын Всеволода Чермного Михаил (уб.1246, женат на Елене Романовне Волынской) упомянут среди князей предыдущего поколения, а Михаил с женой Еленой стоит отдельным пунктом и т.д. Наибольшие расхождения вызывает толкование поз.31-41, где с отчеством упомянут только один князь на поз.37 (Антоний Глебович). Этот и другие фрагменты приведены в таблицах ниже.

### Сопоставление князей с именем Святослав на поз.10—35 синодика реальным историческим личностям
| Позиция в синодике | Запись                                                                                                   | Филарет (Гумилевский)                          | Квашнин-Самарин Н. Д.                          | Зотов Р. В.                                    | Шеков А. В.                                             |
| ------------------ | --- | ---------------------------------------------- | ---------------------------------------------- | ---------------------------------------------- | ------------------------------------------------------- |
| 10                 | Вел(икого) Кн(я)з(я) Николу С(вя)тослава черни(говского) и кн(я)г(иню) его Анну                          | Святослав Давыдович (1142)                     | Святослав Давыдович (1142)                     | Святослав Давыдович (1142)                     | Святослав Ольгович (1164)                               |
| 11                 | Вел(икого) Кн(я)з(я) С(вя)тослава чер(ниговского) в Иноцех Гавриила и кн(я)гиню его Екатерину            | _                                              | Святослав Ольгович (1164)                      | Святослав Ольгович (1164)                      | Святослав Всеволодович (князь киевский) (1194)          |
| 15                 | Ве(ликого) Кн(я)з(я) Константина Олго Черн(иговского) и с(ы)нов его Д(а)вида Глеба и Александра          | Святослав Ольгович (1164)                      | Константин Ольгович как князь начала XIV века  | Константин Ольгович как князь начала XIII века | Олег Святославич (1204)                                 |
| 24                 | Ве(ликого) кн(я)зя С(вя)тослава Всеволод(ов)ича чер(ниговского) и Кн(я)гиню Его Марию и С(ы)на их Бориса | _                                              | Святослав Всеволодович (князь киевский) (1194) | Святослав Всеволодович (князь киевский) (1194) | Святослав Всеволодович (князь трубчевский) (после 1232) |
| 35                 | Кн(я)зя Дмитрия-Святослава                                                                               | Святослав Владимирович (князь вщижский) (1167) | сын Владимира Игоревича                        | сын Владимира Святославича (1200)              | _                                                       |

### Князья в интервале поз. 26—41
| Позиция в синодике | Запись | Квашнин-Самарин Н. Д.                     | Зотов Р. В.                                                               | Войтович Л. В.                                   |
| ------------------ | --- | ----------------------------------------- | ------------------------------------------------------------------------- | ------------------------------------------------ |
| 26                 | Кн(я)з(я) Филиппа Володимировича и Кн(я)г(и)ню Его Агафию                                                                       | Изяслав Владимирович (князь путивльский)  | Изяслав Владимирович (князь путивльский)                                  | сын Владимира Святославича (князя вщижского)     |
| 29                 | Кн(я)з(я) Симеона Всеволода чер(ниговского) и С(ы)на Его Кн(я)зя Феодора С(вя)тослава убиенного от литвы, Кн(я)гиню Его Евфимию | Всеволод Владимирович (князь путивльский) | Всеволод Владимирович (князь путивльский)                                 | Всеволод Владимирович (князь путивльский)        |
| 32—35              | Кн(я)зя Бориса, Давыда, Андрея, Дмитрия-Святослава                                                                              | сыновья Владимира Игоревича               | сыновья Владимира Святославича (князя вщижского)                          | сыновья Владимира Святославича (князя вщижского) |
| 37                 | Кн(я)зя Антония Глебовича | сын Глеба Святославича                    | сын Глеба Святославича                                                    | сын Глеба Святославича                           |
| 38                 | Кн(я)зя Михаила/Константина Михайловича                                                                                         | сын Михаила Всеволодовича?                | сын 6-го Святославича Бориса, отличного от Владимира-Бориса вщижского     | сын Глеба Святославича                           |
| 39—41              | Кн(я)зя Акинфа, Романа, Иоа(н)на                                                                                                | _                                         | сыновья 6-го Святославича Бориса, отличного от Владимира-Бориса вщижского | сыновья Глеба Святославича                       |

### Дмитрий черниговский, убитый татарами
| Позиция в синодике | Запись                                                                                            | Квашнин-Самарин Н. Д.                          | Зотов Р. В.                                                                   | Келембет С. Н.                               |
| ------------------ | ------------------------------------------------------------------------------------------------- | ---------------------------------------------- | ----------------------------------------------------------------------------- | -------------------------------------------- |
| 42                 | Кн(я)зя Димитрия чер(ниговского), убиенного от татар За православную веру и Кн(я)гиню Его Мамелфу | Дмитрий Мстиславич как сын Мстислава Глебовича | Дмитрий Мстиславич как сын Мстислава Святославича козельского и черниговского | Дмитрий как сын Михаила Романовича брянского |

### Курские князья
| Позиция в синодике | Запись | Квашнин-Самарин Н. Д.                       | Зотов Р. В.                                   | Войтович Л. В.                                |
| ------------------ | --- | ------------------------------------------- | --------------------------------------------- | --------------------------------------------- |
| 49                 | Кн(я)зя Георгия курского и с(ы)на Его Кн(я)зя Георгия                                                                    | сын Олега Курского, внук Игоря Святославича | Олег Курский, сын Святослава Игоревича        | Олег Курский, сын Святослава Ольговича        |
| 62                 | Кн(я)з(я) Димитрия курского, Кн(я)гиню Его Феодору и С(ы)на их Кн(я)зя Василия убитого от татар, Кн(я)гиню его Анастасию | _                                           | брат Олега Курского, сын Святослава Игоревича | сын Олега Курского, внук Святослава Ольговича |

## Текст синодика
ЛЮБЕЦКИЙ СИНОДИК по книге Р. В. Зотова ( с.24–29)
[I] Великаго Кн(я)зя Ко(н)стантина Мстиславича Черниговского и Кн(я)гиню его Анастасию,
[2] Великаго Кн(я)зя Николу Святослава Черниговського и Кн(я)гиню Киликию,
[3] Вел(икого) Кн(я)зя Михаила Черни(говско)го и Кн(я)гиню его Феофанну,
[4] Вел(икого) Кн(я)з(я) Георгия Киевского во иноцех Гавриила Всеволода,
[5] Вел(икого) Кн(я)з(я) Александра Кие(вского),
[6] Вел(икого) Кн(я)з(я) Романа Киев(ского),
[7] Вел(икого) Кн(я)з(я) Димитрия,
[8] Вел(икого) кн(я)з(я) Василия Всеволода, в С(вя)том Кр(е)щении нареченного Гавриила,
[9] В(е)ли(кого) Кн(я)зя Давида чернигов(ского) и княгиню его Феодосию,
[10] Вел(икого) Кн(я)з(я) Николу С(вя)тослава черни(говского) и кн(я)г(иню) его Анну,
[11] Вел(икого) Кн(я)з(я) С(вя)тослава чер(ниговского) в Иноцех Гавриила и кн(я)гиню его Екатерину,
[12] Вел(икого) Кн(я)з(я) Ярослава Черниго(вского) В Иноцех Василия, и Кн(я)гиню его Ирину,
[13] Ве(ликого) Кн(я)з(я) Феодосия черни(говского) и Кн(я)гиню его Евфросинию,
[14] Вел(икого) Кн(я)з(я) Всеволода Даниїла С(вя)тослава Черни(говского) и Кн(я)гиню его Анастасию,
[15] Ве(ликого) Кн(я)з(я) Константина Олго Черн(иговского) и с(ы)нов его Д(а)вида Глеба и Александра,
[16] Вел(икого) Кн(я)з(я) Пахомия Глеба чернигов(ского) и Кн(я)гиню его Анастасию,
[17] Вел(икого) Кн(я)з(я) Михаила чер(ниговского) Всеволод(ов)ича, С(вя)тославля Внука и Болярина его Феодора непоклонившихся С(о)лнцу и Неходивших Около Куста, убиенных от татар За Православную Веру,
[18] Кн(я)з(я) Михаила и Кн(я)гиню его Елену,
[19] Вел(икого) Кн(я)зя Пантелимона Мстиславича Черниг(овского) Кн(я)г(и)ню его Марфу,
[20] Кн(я)з(я) Бориса Владимира С(вя)тославича и Кн(я)г(и)ню Его Евдокию,
[21] Кн(я)з(я) Бориса С(вя)тослава Ол(ь)говича и Кн(я)г(и)ню Его Анастасию,
[22] Кн(я)з(я) Гавриила Ярополка Ярославича и Кн(я)г(и)ню Его Василиссу,
[23] Кн(я)з(я) Антония Володимира Игоревича,
[24] Ве(ликого) кн(я)зя С(вя)тослава Всеволод(ов)ича чер(ниговского) и Кн(я)гиню Его Марию и С(ы)на их Бориса,
[25] Вел(икого) Кн(я)зя Феодора Мстислава Глебовича,
[26] Кн(я)з(я) Филиппа Володимировича и Кн(я)г(и)ню Его Агафию,
[27] Вел(икого) Кн(я)з(я) Лаврентия Всеволода Ярополчича чер(ниговского) и Кн(я)г(и)ню Его Анастасию,
[28] Кн(я)з(я) Василия и Кн(я)г(и)ню Его Феклу,
[29] Кн(я)з(я) Симеона Всеволода чер(ниговского) и С(ы)на Его Кн(я)зя Феодора С(вя)тослава убиенного от литвы, Кн(я)гиню Его Евфимию,
[30] Вел(икого) Кн(я)зя Романа Старого чер(ниговского) и Княг(и)ню его Анну и С(ы)на Его Кн(я)зя Ол(е)га Романовича,
[30а] Вел(икого) Кн(я)зя чер(ниговского) Леонтия оставившего дванадесять тем людей и Приемшего А(н)г(е)л(ь)ский Образ, Во Иноцех Василия,
[31] Инока Кн(я)зя Феодосия,
[32] Кн(я)зя Бориса,
[33] Кн(я)зя Давида,
[34] Кн(я)зя Андрея,
[35] Кн(я)зя Димитрия С(вя)тослава,
[36] Кн(я)з(я) Владимира,
[37] Кн(я)зя Антония Глебовича,
[38] Кн(я)зя Михаила,
[39] Кн(я)зя Акинфа,
[40] Кн(я)зя Романа,
[41] Кн(я)зя Иоа(н)на,
[42] Кн(я)зя Димитрия чер(ниговского), убиенного от татар За православную веру и Кн(я)гиню Его Мамелфу,
[43] Вел(икого) Кн(я)зя Михаила Димитриевича чер(ниговского) и Кн(я)гиню Его Марфу,
[44] Кн(я)зя Феодора Димитриевича,
[45 ] Кн(я)зя Василия козел(ь)ского, убиенного от татар За православную веру,
[46] Кн(я)зя Андрея Рыл(ь)ского и Кн(я)гиню Его Елену,
[47] Вел(икого) Кн(я)зя Михаила Александровича чер(ниговского),
[48] Вел(икого) Кн(я)зя Романа Михайловича чер(ниговского), убиенного от Кн(я)зя Юрия смоленского и С(ы)на Его Кн(я)зя Симеона Романовича и Кн(я)гиню Его Марию кор(а)чевскую,
[49] Кн(я)зя Георгия курского и с(ы)на Его Кн(я)зя Георгия,
[50] Кн(я)зя Феодора Мстиславича новгородского и Кн(я)гиню Его Матрону,
[51] Кн(я)зя Ко(н)стантина Давидовича Новгородского и С(ы)на его Тимофея,
[52] Кн(я)зя Иоа(н)на Романовича путимл(ь)ского,
[53] Кн(я)зя Ко(н)стантина Романовича,
[54] Кн(я)зя Михаила Романовича, убитого от литвы,
[55] Кн(я)з(я) Александра,
[56] Кн(я)зя Василия черноризца,
[57] Кн(я)зя Михаила глуховского и С(ы)на его Кн(я)зя Симеона,
[58] Кн(я)зя Александра новосил(ь)ского убитого от татар За православную веру,
[59] Кн(я)зя Симеона Александровича,
[60] Кн(я)зя Михаила Всеволод(о)вича,
[61] Кн(я)зя Сергия Олександровича убиенного от татар,
[62] Кн(я)з(я) Димитрия курского, Кн(я)гиню Его Феодору и С(ы)на их Кн(я)зя Василия убитого от татар, Кн(я)гиню его Анастасию,
[63] Кн(я)зя Димитрия новгородского, Кн(я)гиню Марию,
[64] Кн(я)зя Иоа(н)на Димитриевича переяславского и Кн(я)гиню Его Марию,
[65] Кн(я)зя Андрея Всеволод(ов)ича и С(ы)на его Кн(я)зя Феодора,
[66] Кн(я)зя Иоа(н)на путимл(ь)ского страстотерпца и чудотворца, убитого от татар за христиане,
[67] Кн(я)зя Иоанна резанского убитго от татар и Княгиню его Василиссу,
[68] Кн(я)зя Михаила Андреевича трубецкого,
[69] Кн(я)зя Юрия туровского,
[70] Кн(я)зя Ко(н)стантина Оболонского убитого от литвы,
[71] Кн(я)зя Михаила Александровича пронского убитого от своего брата,
[72] Кн(я)зя Патрикія Давидовича стародубского приемшего анг(е)л(ь)ский образ и Кн(я)гиню его Елену и С(ы)на их Кн(я)зя Иоа(н)на,
[73] Кн(язя) Бориса Михайловича тверского,
[74] Кн(я)зя Василия рыл(ь)ского,
[75] Кн(я)зя Иоа(н)на глинского,
[76] Кн(я)зя Феодора Звенигородского, Кн(я)гиню его Софию и С(ы)на их Кн(я)зя Александра,
[77] Вел(икого) Кн(я)зя Димитрия черн(иговского) и брата его Кн(я)зя Ивана,
[78] Вел(икого) Кн(я)зя Иоа(н)на Скирга(й)ла,
[79] Кн(я)зя Михаила Евнут(ь)евича,
[80] Кн(я)зя Давида остинковича и Кн(я)гиню Александру черноризицу,
[81] Кн(я)зя Иоанна козел(ь)ского, приемшего анг(е)л(ь)ский образ, Кн(я)г(иню) его Агрип(п)ину,
[82] Кн(я)зя Симеона туровского Юр(ь)евича,
[83] Кн(я)зя Димитрия Ол(ь)гердовича и Кн(я)гиню Его Анну и Сынов их Кн(я)зя Михаила, Кн(я)зя Иоан(н)а,
[84] Кн(я)зя Иоан(н)а Ол(ь)гимонтовича и Кн(я)гиню Его Агрип(п)ину,
[85] Кн(я)зя Андрея Оболонского,
[86] Кн(я)зя Симеона трубецкого,
[87] Кн(я)зя Давида Димитриевича городецкого и Кн(я)гиню его Марию,
[88] Кн(я)зя Димитрия болковского, Кн(я)г(иню) его Анастасию и С(ы)на их Кн(я)з(я) Василия,
[89] Кн(я)зя Иоанна Мстислава, Кн(я)гиню Его Софию,
[90] Кн(я)зя Андрея Всеволод(ов)ича, Кн(я)гиню его Евпраксию,
[91] Кн(я)з(я) Симеона крошинского,
[92] Кн(я)з(я) Иоан(н)а Станислав(ов)ича,
[93] Кн(я)зя Симеона вяземского, тещу его Кн(я)гиню Анастасию,
[94] Кн(я)зя Иоан(н)а Любартовича, Кн(я)гиню Его Марию,
[95] Кн(я)зя Иоан(н)а Михайловича трубецкого,
[96] Кн(я)зя Василия перемышл(ь)ского,
[97] Кн(я)зя Василя соломиревского,
[98] Кн(я)зя Онисима Ярослава, убитого от литвы,
[99] Кн(я)зя Василия козел(ь)ского Зазреки,
[100] Кн(я)зя Феодора Александровича Звенигородського, убитого от татар,
[101] Кн(я)зя Димитрия Орлского, Кн(я)гиню Его Евдокию,
[102] Кн(я)зя Иоан(н)а сонского, приемшего Иноческий чин, Кн(я)гиню Его Евпраксию.

## Публикации синодика
- Милорадович Г. А. Любецкий синодик // Черниговские губернские ведомости. — 1860. — № 37; — 1886. — № 69–71.
- Филарет (Гумилевский). Чернигов. Терем с епископией, усыпальница и Синодик князей // Черниговские епархиальные известия. — Чернигов, 1863. — № 10.
- Филарет (Гумилевский). Историко-статистическое описание Черниговской епархии. — Чернигов, 1887. — Т. 5. — С. 35—47.